# Patapsco
Il Patapsco è un fiume statunitense che scorre nello Stato del Maryland per tutta la sua lunghezza di 63 km e sfocia nella Baia di Chesapeake presso Baltimora.
Il nome "Patapsco" è derivato dall'algonchino pota-psk-ut, che significa "ristagno" o "marea coperta di schiuma".

## Geografia
Il Patapsco inizia il suo tragitto alla confluenza di due corsi d'acqua nei pressi della cittadina di Marriottsville, situata a circa 25 km a ovest di Baltimora. 
Si tratta per gran parte del suo corso di un fiume minore che scorre lungo una stretta valle, tuttavia presenta un largo estuario nei pressi della Baia di Chesapeake. Nella parte interna di questo estuario si sviluppa il porto di Baltimora.
Lo spartiacque del Patapsco si estende su un'area di 1.761 km², dei quali il 7% sono composti di acqua. Nei pressi del fiume è situato il Parco Nazionale della Patapsco Valley, nel quale il fiume attraversa una gola profonda anche 70 metri, dando vita ad alcune cascate.

## Storia
John Smith di Jamestown fu il primo europeo a esplorare il Patapsco, annotandolo nel 1612 su una mappa con il nome di "Bolus River". Siccome il fiume è in larga parte non navigabile, non è mai stato al centro delle tratte commerciali fluviali, tuttavia la valle del Patapsco è stata attraversata a partire dal 1829 da un'importante rete ferroviaria ancora esistente. In passato, le acque del fiume alimentavano alcuni mulini e una diga per la produzione di energia idroelettrica.
La valle del Patapsco è soggetta a periodiche inondazioni, come quella del 1868 che coinvolse la cittadina di Ellicott City uccidendo 39 persone. La più grave inondazione in tempi recenti risale al 1972, quando a seguito di abbondanti piogge portate dall'uragano Agnes, Ellicott City subì nuovamente gravi danni.
La foce del Patapsco è stata testimone della Battaglia di Baltimora durante la Guerra anglo-americana del 1812. Qui inoltre, Francis Scott Key, a bordo di un'imbarcazione britannica, scrisse The Star-Spangled Banner, una poesia successivamente musicata e divenuta inno ufficiale degli Stati Uniti d'America.

## Qualità delle acque
La porzione orientale del fiume attraversa un'area diffusamente urbanizzata, che causa un alto livello di inquinamento delle acque con la presenza in esse di metalli pesanti, fosforo e batteri. Dal 2006, alcune organizzazioni no profit locali si impegnano in periodiche pulizie del fiume.